# Haagsche Delftsche Mixed
Haagsche Delftsche Mixed (auch bekannt als HDM) ist ein Niederländischer Hockeyverein in Den Haag.

## Geschichte
HDM wurde 1908 von Delfter Studenten und ihren Freunden aus Den Haag gegründet, um Hockey zu spielen. Am 8. Februar 1908 wurde die „Haagsche Delftsche Mixed“ gegründet. Als erster Standort wurde der Stadtteil Houtrust in Den Haag ausgewählt. 1938 zog HDM in die Amonsvlakte, an der Grenze zu Wassenaar. Aufgrund der strategischen Lage konnten die Felder ab 1942 nicht mehr genutzt werden. 1945 wurde zusammen mit anderen Clubs ein Neuanfang im Roggoning gemacht, wo heute HGC Wassenaar und H.C.C. Groen-Geel spielen.
HDM ließ sich 1950 in Groenendaal nieder. In den fünfziger und sechziger Jahren wurde das heutige Clubhaus gegründet und sukzessive erweitert. 1970 wurde eine Tribüne und 1974 eine Sporthalle gebaut, die im Besitz des Hockeyvereins, und fast ausschließlich für Hallenhockey gedacht war. Der erste Kunstrasenplatz wurde 1978, der zweite 1988, der dritte 1999 und der vierte 2004 verlegt.

## Sportliche Erfolge
Niederländischer Meister / Hoofdklasse (Herren)
1924, 1930, 1931, 1935, 1941, 1942, 1992
EuroHockey Club Champions Cup (Herren)
Zweiter: 1995, 1996